# La Ville (Les Simpson)
Pour les articles homonymes, voir Ville (homonymie).
La Ville est le troisième épisode de la vingt-huitième saison de la série télévisée Les Simpson et le 599e épisode de la série. Il est sorti en première sur le réseau Fox le 9 octobre 2016.

## Synopsis
Homer est en colère contre les joueurs de l'équipe de football de Boston qu'il accuse de triche. Quand il s'aperçoit que son fils Bart en est l'un des plus fervents partisans, il invite toute la famille à se rendre dans cette ville qu'il considère comme ridicule. Mais leurs points de vue vont peu à peu s'inverser, en particulier celui de Bart qui réalisera que Boston n'est pas pour lui.

## Réception
Lors de sa première diffusion l'épisode a attiré 3,22 millions de téléspectateurs.